# 飘移

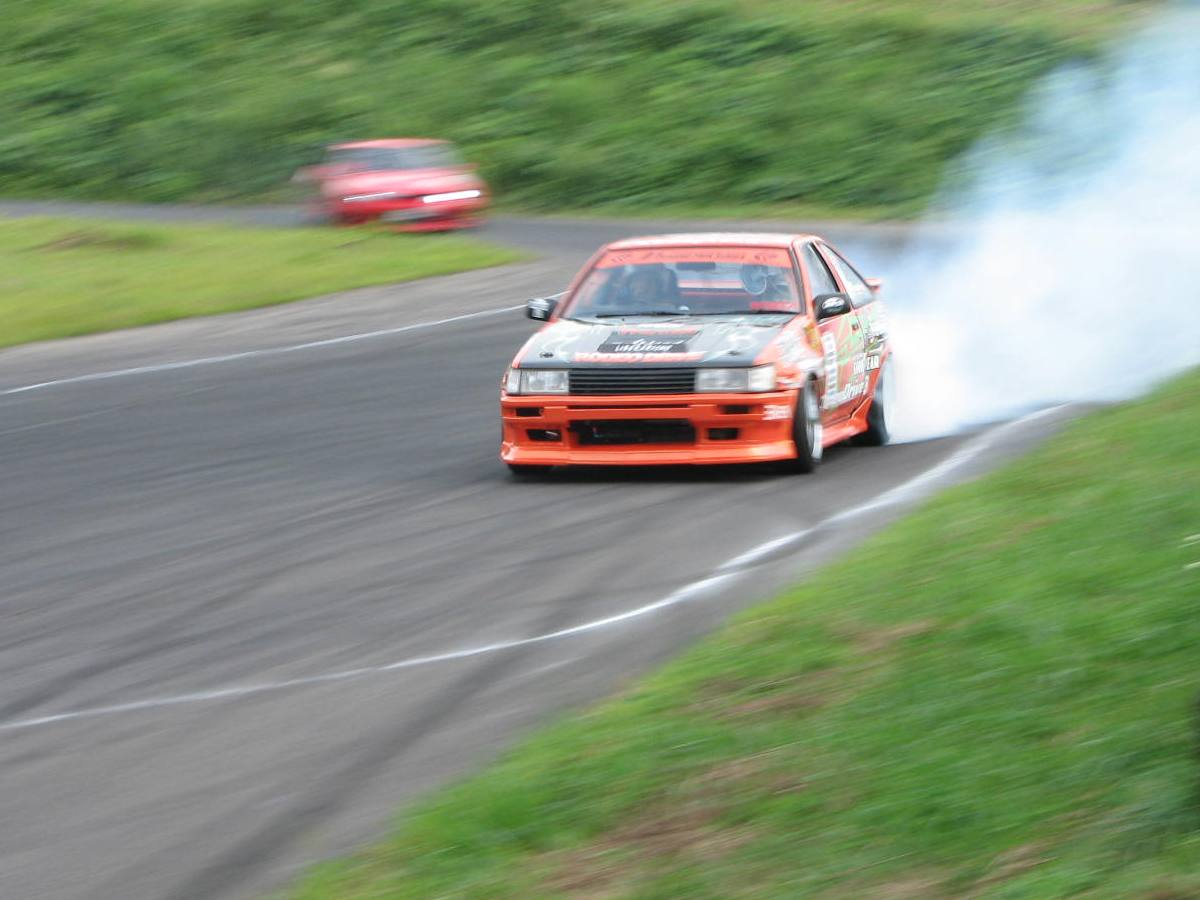
一輛飄移中的豐田AE86

飄移（英語：Drifting），一种駕駛技巧，又叫“侧滑”、“滑胎”或“飄移”，車手以過度的方式令車子側滑行走。相反於咬地過彎（Grip，一種維持車輛輪胎抓地力的過彎方式），甩尾主要用在表演或是路況變化較大的賽車活動，其中又以世界飘移赛裡應用頻率較多，而其他競速類賽車則鮮少運用飘移技巧過彎。主要原因是甩尾雖然可以在過彎時保持較高的引擎轉速，但由於在一般柏油路面上過彎時車速減損較多，再加上輪胎損耗較大，除非是特殊原因，車手並不會經常在競賽過程中使用此技巧。

## 飄移的語源
一開始在美國，側滑主要是用於表演或拍電影時使用的一種特技，在美國多稱該技巧為Slide（滑行、側滑），而在日本則多稱為Drift（飄動、飄移）。而滑胎、甩尾等稱呼則是源自飄移技巧的原理以及車身動態的形容。
在中文稱呼上各地所常使用的稱呼也不太相同，在中國大陸慣用「飄移」與「滑胎」等稱呼，但「甩尾」也有人使用，香港則慣用「飄移」，有時使用「甩尾」。而在台灣則幾乎只習慣使用「甩尾」一詞。
而在英文的稱呼上，由於日本著名汽車漫畫《頭文字D》的風行，Drift開始取代Slide而成為主流。

## 飄移的原理
使後輪打滑再反轉方向盤使車子持續前進
- 動力滑胎：鬆開離合器、大力踩油門，拉高轉速造成後輪打滑，輪胎的抓地力越高車速便會越快。
- 慣性飄移：在高速用力轉方向盤（難度非常高）的時候，車身會依循原來前進的方向滑行，而不完全依照輪胎的方向。
- 手煞飄移：高速行駛使車子的轉速極高，在要飄移的時候踩離合器、大力拉手煞、另一隻手打一點方向然後反轉方向盤。

但是實際上多為多種手法的混和使用。

## 飄移的優缺點

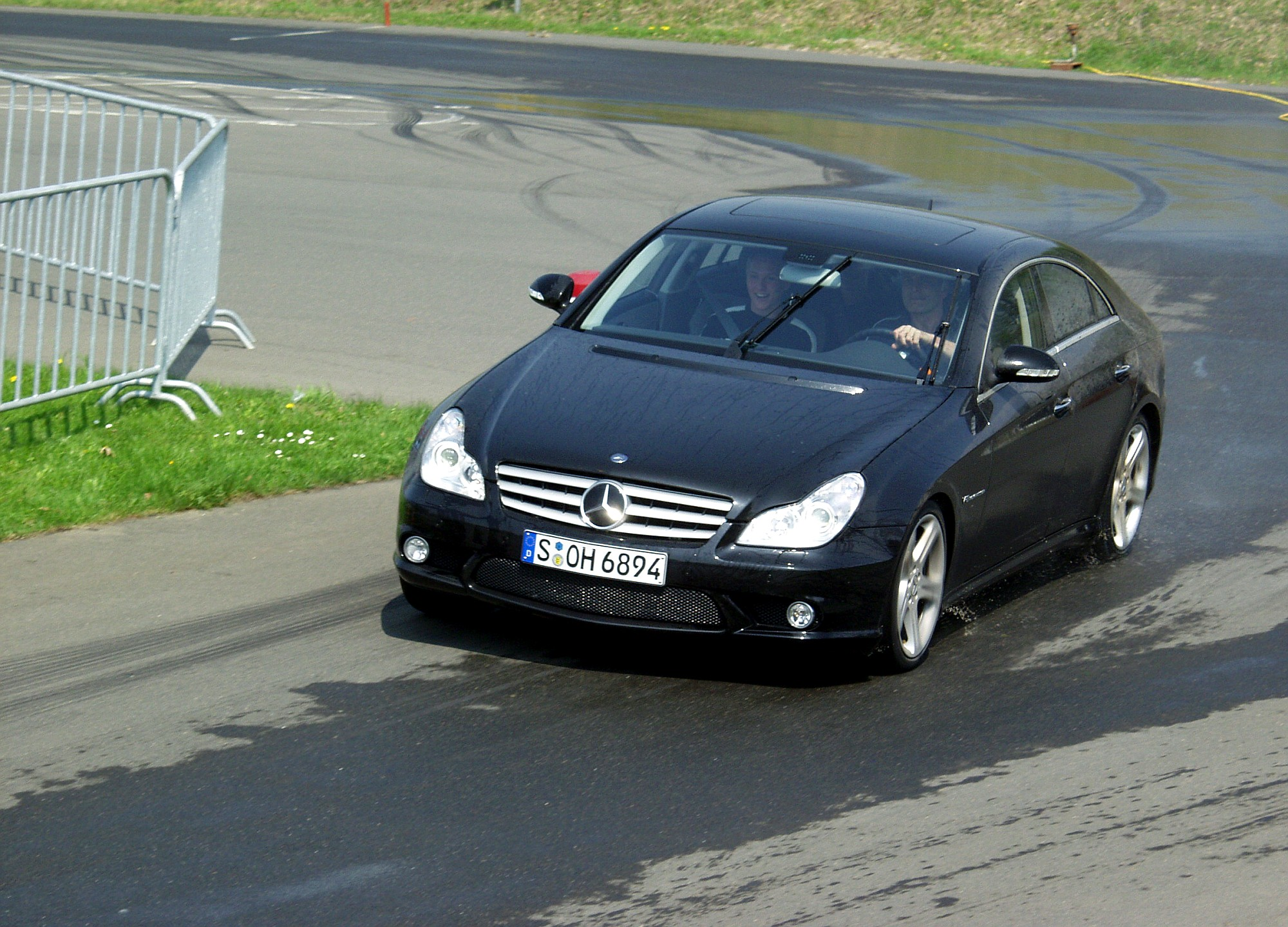
一輛飄移中的Mercedes AMG CLS 55

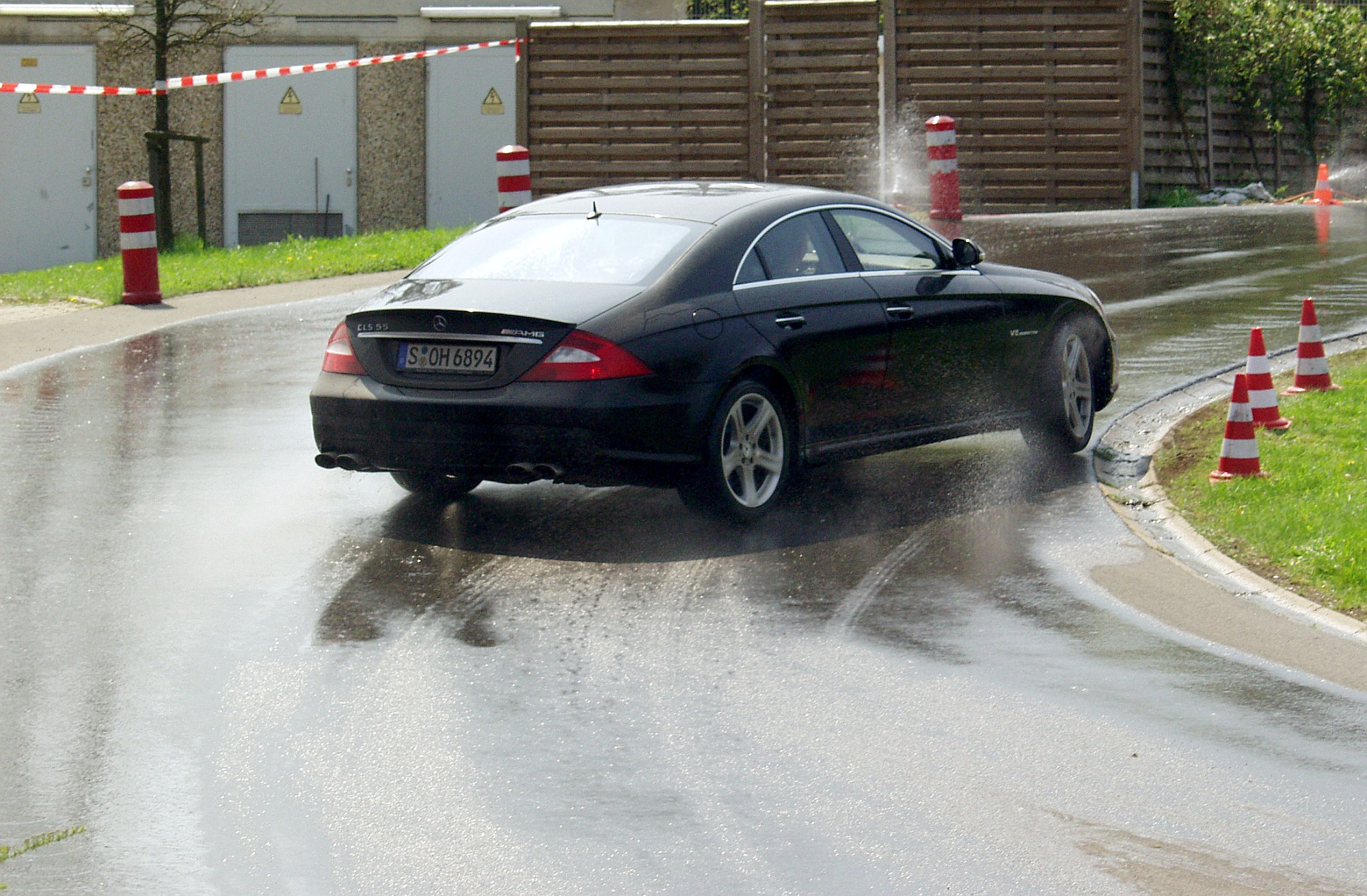
一輛飄移中的Mercedes AMG CLS 55（車尾）

### 優點
- 能在過彎車速降低的同時保持較高的引擎轉速，有利於出彎之後再加速時的動力銜接，這點對於無法修改變速箱的齒比配置來配合路線特性的場合，在越野賽車或山路賽車方面特別有用。
- 為了保持車身的慣性完成動作，入彎速度能比咬地駕駛更快。
- 移動車身和轉向車體能同時進行，能夠更快地通過彎道並有著更小的迴轉半徑。
- 視覺效果甚佳，主要在表演用途上。除此之外在山路賽車比賽中，車子在飄移過彎時會佔用較大的路面寬度，能有效地阻擋後方車輛趁機超越。

### 缺點
- 雖然能用更小的路徑快速過彎，但因為行車路徑與輪胎轉面未平行，會使輪胎反而成了阻力而讓本身的過彎速率降低。
- 輪胎在飄移的過程中會失去抓地力，出彎後的加速能力大打折扣，也代表著容易失控。
- 過彎時會帶給輪胎比咬地駕駛更多損耗。
- 由於飄移的時候輪胎會長時間空轉，引擎亦會處於長時間高溫和高轉速狀態，對引擎的傷害較大。
- 對離合器和底盤等機件之耗損較一般駕駛方式大。

### 使用時機
除了表演的場合會見到甩尾技巧的使用之外，此技巧主要是會在越野賽中見到，因為越野賽的路面為一般道路或甚至無鋪面的礫石或塵土路面，除抓力較低之外路面也較為髒污，再加上輪胎成分的不同，此時使用甩尾技巧過彎，對輪胎損耗較小（拉力賽用胎的胎質通常較硬、摩擦力較小，除此之外由於地面的沙塵泥濘阻擋了胎面橡膠與地面之間的接合，輪胎本身的磨耗遠低於一般瀝青混凝土鋪面）。
除此之外，由於越野賽道連續的狹窄彎道較多，或車手較難掌握彎道實際的長度或角度，利用甩尾這種不穩定的動態平衡技巧，賽車手較有機會根據進彎後的實際狀況調整驅動輪的輸出控制甩尾的時間長度，進而微調轉向的程度。除此之外，由於越野賽車或山路競速時使用的車輛無法根據整個路線的特性，精確調整變速箱內的齒輪比設定，使用一般的抓力過彎極有可能造成引擎轉速不足、影響出彎後再加速表現，因此車手會利用甩尾的方式在彎道中利用車輪空轉保持引擎轉速在最佳扭力範圍帶內，以求得出彎後最佳的加速力道。

## 可常見到飄移的相關賽事
- 拉力賽車：由於多彎以及路面較多塵土，或甚至本身就是極滑的冰雪路面。
- D1GP：由日本賽車手土屋圭市所發起，雖然是在一般賽車場，但是這個比賽比的就是甩尾的技巧及華麗度。
- 金卡納：路面沒有特別的規定，但是會在小場地中依循規定的狹窄路線不斷繞著路錐轉彎以及迴轉。
- Formula D：在北美盛行的飄移賽事，形式類似日本的D1GP
- HKGSA Drift：由香港汽車金卡鈉運動公會成立之入門級飄移賽事
- Formula Drift Singapore：新加坡本地的甩尾賽事，有當地交通警察贊助，贊助目的是讓年輕人瞭解街頭甩尾有多危險。
- RDS GP : Dmitriy Dobrovolskiy在2016年獲得RDS的所有權時，該系列開始獲得一些真正的牽引力。他統一了冠軍（在此之前該系列被分成了區域：西部，東部，西伯利亞，烏拉爾）並創造了現在所知的俄羅斯飄移系列大獎賽（RDS GP）。

引入國際車手和評委，並在世界級賽道上舉辦賽事，使得今天的錦標賽成為現實。